# Gelliodes carnosa
Gelliodes carnosa är en svampdjursart som beskrevs av Arthur Dendy 1889. Gelliodes carnosa ingår i släktet Gelliodes och familjen Niphatidae. Utöver nominatformen finns också underarten G. c. laxa.